# Lana Rhoades

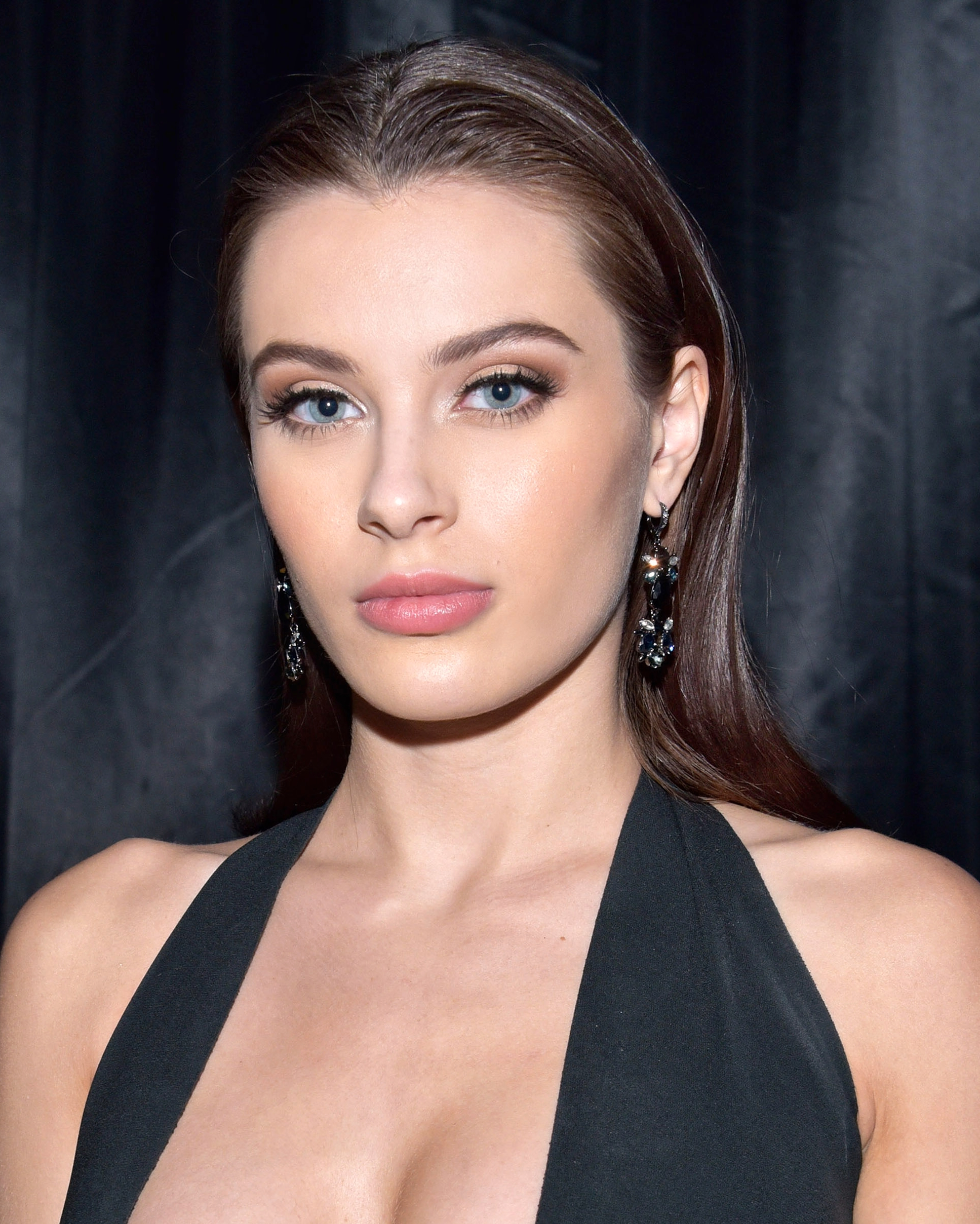
Lana Rhoades im Januar 2017

Lana Rhoades (bürgerlich Amara Maple; * 6. September 1996) ist eine ehemalige US-amerikanische Pornodarstellerin und heutige Modedesignerin.

## Leben
Lana Rhoades verbrachte den Großteil ihrer Kindheit und Jugend in McHenry/Illinois im Großraum Chicago. Im Alter von 17 Jahren verließ sie ihr Elternhaus, um fortan als Servicekraft in Lokalen wie „The Tilted Kilt“ und nach Erreichen der Volljährigkeit als Stripperin in Chicago zu arbeiten. In einer Nachbetrachtung unter anderem auf ihrem YouTube-Kanal „3 Girls 1 Kitchen“ beschreibt sie ihre Zeit als Teenager als „rebellisch und auflehnend“. So gibt sie an, im Alter von 16 Jahren wegen Einbruchs, Diebstahls und Drogenbesitzes zu einer fünfjährigen Haftstrafe verurteilt worden zu sein, musste aber wegen guter Führung nur ein Jahr verbüßen. Sie sagt, dass die Zeit im Gefängnis „das Beste war, was ihr jemals widerfahren sei“.
Von 2016 bis 2018 arbeitete sie als Pornodarstellerin.
Inzwischen ist sie als Designerin für Kleidung und Dessous tätig.

## Tätigkeit in der Pornoindustrie
Bei ihrem Einstieg in die Porno-Branche war Lana Rhoades erst 19 Jahre alt und – wie sie später über sich sagte – vergleichsweise unerfahren, da sie zu diesem Zeitpunkt auch nur mit einer einzigen Person geschlafen habe. Ab April 2016 drehte sie nach ihrem Umzug von Chicago nach Los Angeles ihre ersten Hardcore-Szenen und wurde schnell einem breiteren Publikum bekannt. Bis August des Jahres war sie nach eigenen Angaben an zirka 50 Porno-Produktionen beteiligt. Nach einer dreimonatigen Pause und der damit verbundenen Rückkehr in ihre Heimatstadt Chicago stand sie ab November 2016 wieder vor den Kameras. Lana Rhoades arbeitete für viele renommierte Produktionsfirmen der Pornobranche, unter anderem Evil Angel, Jules Jordan Video, Tushy, Elegant Angel, Brazzers, Marc Dorcel Video und HardX. Sie war in der US-amerikanischen Ausgabe der Zeitschrift Penthouse „Pet des Monats“ im August 2016.
Im Januar 2017 wurde Lana Rhoades bei den XBIZ-Awards in der Kategorie „Best New Starlet“ sowie bei den AVN-Awards mit dem Publikumspreis „Hottest Newcomer“ ausgezeichnet. Im März 2017 verlegte sie ihren Wohnsitz wieder nach Los Angeles.
2018 wurde sie bei der Verleihung der AVN-Awards im Rahmen der Adult Entertainment Expo in Las Vegas in der Kategorie „Best Anal Sex Scene“ für „Anal Savages #3“ (Jules Jordan Video, 2017) an der Seite von Markus Dupree ausgezeichnet.
Von April bis August 2016 stand Lana Rhoades bei der Agentur Spieglergirls unter Vertrag, von Januar bis Oktober 2017 wurde sie von LA Direct Models vertreten.
Im Frühjahr 2018 gab Lana Rhoades bekannt, nicht mehr für kommerzielle Pornoproduktionen zur Verfügung zu stehen, um sich fortan auf selbstproduzierte Inhalte, zum Beispiel auf Snapchat oder Onlyfans zu konzentrieren. Im Juni 2018 zog sie von Los Angeles zurück nach Chicago.
Im Januar 2020 vermeldete sie über Twitter ihre Rückkehr ins Porno-Geschäft. Nach eigenen Angaben schloss sie mit der Porno-Website Brazzers einen auf das erste Halbjahr 2020 limitierten Vertrag über die Produktion von zwei Porno-Szenen pro Monat. Im März 2020 gab sie in einem Interview auf YouTube bekannt, dass der Vertrag mit Brazzers aufgehoben sei.
Lana Rhoades gehört trotz ihrer vergleichsweise kurzen Tätigkeit als Pornodarstellerin zu den populärsten Namen der Erotik-Branche, was sich unter anderem durch anhaltend hohe Nachfragen auf einschlägigen Internetseiten und Foren zeigt. Zum Beispiel im Porno-Streaming-Portal Pornhub war sie im Jahr 2019 der meistgesuchte weibliche Erotik-Star.
2022 äußerte sie in einem Interview, sie betrachte ihre Pornoaufnahmen als „Zirkusakte“ und dass sie im realen Leben "ziemlich asexuell" sei.

## Privatleben
Von Januar 2020 bis Februar 2021 war sie mit dem US-amerikanischen Schauspieler und Entertainer Mike Majlak liiert. Kurz nach der Trennung von diesem gab sie bekannt, schwanger zu sein. Ihr Sohn Milo kam im Januar 2022 zur Welt.

## Filmografie (Auswahl)
- 2016: Dirty Talk 4
- 2016: Black Loads Matter
- 2016: Women Seeking Women 130, 132
- 2016: Interracial Icon 3
- 2016: Slut Puppies 11
- 2016: Flesh Hunter 14
- 2017: Swallowed.com 5
- 2017: Girls Of Bang Bros 67: Lana Rhoades
- 2017: My Stepdaddy punished my Pussy
- 2017: Young & Beautiful 4
- 2017: Lana Rhoades Unleashed
- 2017: Lana Rhoades Filthy Fantasies
- 2018: Lana Desires of Submission (Lana La Soumise)
- 2018: Blacked Raw 3
- 2018: The Art of Anal Sex 9
- 2018: The Art Of Foreplay
- 2018: It’s A Family Thing 2
- 2018: Anal Beauty 10
- 2018; Ultimate Fuck Toy: Lana Rhoades
- 2019: Ass Worship 17

## Auszeichnungen
- 2017: AVN-Award „Hottest Newcomer“ (Fan Award)[7]
- 2017: XBIZ-Award „Best New Starlet“
- 2017: Night Moves-Awards „Best New Starlet“ (Fan Choice), „Best Star Showcase“ für „Lana“ (Fan Choice)
- 2018: AVN-Award „Best Anal Sex Scene“ für „Anal Savages 3“ (zusammen mit Markus Dupree)[8]
- 2019: Night Moves-Award „Best Star Showcase“ für „Ultimate Fuck Toy: Lana Rhoades“
- 2019: Pornhub-Award „Most Popular Female Performer“[9]
- 2020: PornHub-Award „Most Popular Female Performer“[10]

## Nominierungen (Auswahl)
- 2017: AVN-Award „Best New Starlet“
- 2017: XRCO-Award „New Starlet of the Year“
- 2017: Night Moves-Awards „Best New Starlet“, „Best Body“, „Best Star Showcase“ für „Lana“
- 2018: AVN-Awards, unter anderem „Female Performer of the Year“
- 2018: XBIZ-Awards, unter anderem „Female Performer of the Year“
- 2018: XRCO-Awards „Female Performer of the Year“, „Best Release“ für „Lana“, „Orgasmic Analist“